# Renato Pozzetto
Renato Pozzetto [Poceto], italijanski igralec, komik, režiser in kabaretist, * 14. julij 1940, Laveno-Mombello, Lombardija, Italija.
Je med bolj prepoznavnimi sodobnimi italijanskimi komiki. Njegov zaščitni znak sta izrazit milanski naglas in naivnost preprosteža.